# Vauxhall Gardens

Ansicht von Vauxhall Gardens, 1751

Vauxhall Gardens [ˈvɒksɔːl gɑːdnz] war der erfolgreichste und der am längsten bestehende Vergnügungspark Londons. Er lag am Südufer der Themse in Vauxhall, etwa gegenüber der heutigen Tate Gallery am Nordufer. Auf dem Gelände befindet sich heute der Park Vauxhall Pleasure Gardens (vormals: Spring Gardens).

## Geschichte
1660 eröffnet, schlossen die Vauxhall Gardens ihre Tore im Zuge der damaligen Stadtentwicklung im Jahr 1859. Lange, zum Teil gut beleuchtete Alleen luden zum Flanieren ein; andere Teile des Parks lockten mit verschwiegenen Winkeln, verstreuten Pavillons sowie supper rooms. Außerdem wurde musikalische Unterhaltung auf hohem Niveau geboten. Höchst populär war zum Beispiel Händel; ihm zu Ehren wurde 1738 im Park eine Statue in Lebensgröße aufgestellt, eine der ersten großen Arbeiten von Louis-François Roubiliac. Weitere Attraktionen waren regelmäßige Feuerwerke sowie – ab dem späten 18. Jahrhundert – Ballonaufstiege.
Die Vauxhall Gardens und ihre Bedeutung für das gesellschaftliche Leben im London der damaligen Zeit findet sich auch in der Literatur wieder. Georgette Heyer verlegte zum Beispiel die Schlussszene ihres Romans „Die Vernunftehe“ (1934), in der das Ehepaar endlich zueinander findet, in den Vergnügungspark. Nachdem alle beteiligten Personen „mit Kutsche und Boot“ eingetroffen sind, vermittelt die Schriftstellerin mit der Handlung auch einige Eindrücke vom Unterhaltungsangebot und von der Gestaltung der Parkanlage: „… Beim Pavillon angelangt, sahen sie, dass außer dem Ball und anderen für die Kurzweil des Publikums vorgesehenen Unterhaltungen auch noch in der Konzerthalle ein Oratorium (Susanna von Händel) aufgeführt wurde.“ Im weiteren Verlauf des Geschehens werden außerdem noch (Karten-)Spielzimmer, verborgene Bänke, kleine Tempel und Lauben, von farbigen Lampen beleuchtete Wege sowie Säulengänge bemüht.
Die Eigentümer von Vauxhall Gardens gingen 1840 bankrott und der Garten wurde geschlossen. Er wurde zwar 1841 wieder eröffnet, aber 1859 endgültig aufgegeben. Das Gelände wurde in den Folgejahren vollständig bebaut. Anfang der 1970er Jahre war die Bebauung des Viertels heruntergekommen und wurde im Zuge einer Slumsanierung abgerissen. Der neue Eigentümer, der London Borough of Lambeth, wandelte das Areal wieder in einen öffentlichen Park um, der 1976 unter dem Namen Spring Gardens eröffnet wurde. 2012 wurde die Anlage in Vauxhall Pleasure Gardens umbenannt.

## Nachwirkung
Nach dem Londoner Vorbild breitete sich eine Welle von Vauxhalls zunächst über England, dann auch über den Kontinent aus und unterstützte eine Veränderung der Sitten hin zu mehr Geselligkeit und Vergnügen, zur gleichen Zeit, als sich das entstehende Bürgertum weigerte, sich unter die Vergnügungen des einfachen Volkes zu mischen, das seit jeher im Freien oder unter auf öffentlichen Plätzen errichteten Lauben tanzte – stattdessen zog man sich nun in eigens errichtete Räume zurück. Die Vauxhall Gardens wurden zum Vorbild für zahlreiche ähnliche Institutionen, viele davon übernahmen den Namen einer Einrichtung im Pariser Osten, des so genannten Tivoli-Vauxhall, darunter das bis heute bestehende Tivoli in Kopenhagen.